# Hem Chand
Pour les articles homonymes, voir Chand.
Hem Chand, né vers 1970, est un homme politique fidjien.

## Biographie
Titulaire d'un diplôme de Master en Éducation de l'université Griffith en Australie, il devient enseignant aux Fidji, puis enseignant-chercheur en science de l'éducation à l'université nationale des Fidji.
Il adhère au parti Fidji d'abord, en devient le trésorier, et est élu député au Parlement des Fidji lors des élections législatives de 2022, siégeant sur les bancs de l'opposition parlementaire au gouvernement Rabuka IV. Le 31 mai 2024, dix-sept députés sont exclus du parti pour avoir voté en faveur d'une hausse du salaire des députés, en violation d'une directive du parti. Le 14 juin, toutefois, le président du Parlement, Ratu Naiqama Lalabalavu, dispose qu'ils demeurent députés. En conséquence, Frank Bainimarama (chef du parti) et les autres membres de la direction de Fidji d'abord, dont Hem Chand, démissionnent du parti, pour protester. Ces démissions entraînent la dissolution de Fidji d'abord, et Hem Chand siège dès lors comme député d'opposition indépendant,,.